# Orono (Maine)
Orono – miasto w Stanach Zjednoczonych, w stanie Maine, w hrabstwie Penobscot.